# ムスチスラフ・スヴャトポルコヴィチ
ムスチスラフ・スヴャトポルコヴィチ（ロシア語: Мстислав Святополкович、? - 1099年6月12日）は、スヴャトポルク・イジャスラヴィチの子である。スヴャトポルクの子の中では年長の子で、おそらく側室の子と考えられている。ベレスチエ公（在位：1093年 - 1097年）、ヴォルィーニ公（在位：1099年）。『原初年代記』には、ムスチスラフの死に関する記述が1097年と1099年の頁に見られるが、V.タチシチェフ(ru)は、ウラジーミル・ヴォルィンスキー包囲戦（内戦後半参照）と死とを関連づけた1099年説を採っており、1097年説よりも可能性が高い。

## 生涯
G.シャフロフの説によれば、ムスチスラフは1093年から1097年にかけてはベレスチエ公であったとされる。一方『ブロックハウス・エフロン百科事典』は、1095年から1097年にかけてはノヴゴロド・セヴェルスキー公であったと記載している。
1098年のゴロデツ諸公会議の決定事項を受けて、ヴォルィーニ公ダヴィド追討軍を発した父のスヴャトポルクは、1099年の聖大土曜日（4月9日）にウラジーミル・ヴォルィンスキーを陥し、ムスチスラフをヴォルィーニ公に据えた。しかし同年、ダヴィドはウラジーミル・ヴォルィンスキーを包囲した。ムスチスラフは都市城壁の土塁（Заборол：ザボロル(ru)。なおこの件に関する記述が、ザポロルという用語の初出でもある。）付近で射られ、死亡した。終戦後のウラジーミル・ヴォルィンスキーにはムスチスラフの兄弟のヤロスラフがナメストニク（公代理）として配置された。